# La Septième Croix
Pour plus de détails, voir Fiche technique et Distribution.
La Septième Croix (The Seventh Cross) est un film américain en noir et blanc réalisé par Fred Zinnemann, sorti en 1944.
Le film est adapté du roman du même nom écrit en 1942  par Anna Seghers, une réfugiée allemande aux États-Unis. Sorti pendant la Seconde Guerre mondiale, c'est l'un des rares film tournés pendant la guerre qui traite de l'existence des camps de concentration nazis. 

## Synopsis
Allemagne, 1936 : Hitler et les Nazis sont au pouvoir depuis janvier 1933, et les premiers camps de concentration sont ouverts, essentiellement pour les opposants politiques. De celui de Westhoffen, près de Mayence, sept déportés s'évadent. La chasse à l'homme est lancée.
Le premier évadé repris est celui qui a dirigé l'évasion ; après sévices et tortures, il est accroché à un tronc d'arbre sur lequel une planche est clouée, le transformant ainsi en croix. Il meurt mais son esprit vagabonde et soutient l'un des évadés, Georges Heisler (Spencer Tracy) à qui il enjoint de croire qu'une étincelle de bienveillance existe encore chez certains Allemands. Le commandant du camp fait dresser six autres croix. Cinq évadés sont repris, battus à mort, et placés sur les croix.
Georges réussit à entrer dans Mayence, sa ville natale, il parvient à échapper à la Gestapo et à la vigilance des habitants. Blessé et affamé, il erre dans la ville à la recherche d'un réseau de résistants qui le cherche aussi. Il finit par trouver de l'aide auprès d'inconnus (une costumière de théâtre, un médecin juif, une servante d'auberge, un ouvrier), puis d'un ami d'enfance, qui prennent tous les risques pour le sauver. Cet ami parvient à entrer en contact avec le réseau de résistance, et Georges, qui a retrouvé confiance en l'Homme, peut s'enfuir vers une destination peut-être la Hollande, et vers  la liberté. Il veut reprendre la lutte contre le nazisme au nom de ceux qui l'ont aidé. Le film se clôt sur la septième croix.

## Fiche technique
- Titre : La Septième croix
- Titre original : The Seventh Cross
- Réalisation : Fred Zinnemann, assisté d'Andrew Marton (non crédité)
- Scénario : Helen Deutsch, d’après le roman La Septième Croix d'Anna Seghers (1942)
- Musique : Roy Webb
- Photographie : Karl Freund
- Montage : Thomas Richards
- Direction artistique : Cedric Gibbons et Leonid Vasian
- Producteur : Pandro S. Berman et Edwin H. Knopf
- Société de production et de distribution : Metro-Goldwyn-Mayer
- Pays d'origine : États-Unis
- Format : noir et blanc - 1,37:1 - son : Mono (Western Electric Sound System)
- Genre : drame de guerre
- Durée : 110 min
- Dates de sortie :
  -  États-Unis : 24 juillet 1944
  -  France : 21 juillet 1948

## Distribution
- Spencer Tracy : George Heisler
- Signe Hasso : Toni
- Hume Cronyn : Paul Roeder
- Jessica Tandy : Liesel Roeder
- Agnes Moorehead : Madame Marelli
- Herbert Rudley : Franz Marnet
- Felix Bressart : Poldi Schlamm
- Ray Collins : Ernst Wallau / narrateur
- Alexander Granach : Zillich
- Katherine Locke : Frau Hedy Sauer
- George Macready : Bruno Sauer
- Paul Guilfoyle : Fiedler
- Steven Geray : Dr Loewenstein
- Kurt Katch : Leo Hermann
- Kaaren Verne : Leni
- Konstantin Shayne : Fuellgrabe, un écrivain
- George Suzanne : Bellani, un acrobate
- John Wengraf : Overkamp
- George Zucco : Fahrenburg
- Steven Muller : Hellwig
- Eily Malyon : Fraulein Bachmann
- Paul E. Burns : Pelzer

## Commentaire
Dans le film, les studios MGM ont accentué l'éphémère élément romantique entre les personnages incarnés par Spencer Tracy et Signe Hasso ; le slogan du film était : « Le roman qui montre la recherche de l'amour d'un homme pourchassé ! »